# Pierre Jean Baptiste Charles van der Aa
Mr. Pierre Jean Baptiste Charles van der Aa (Haarlem, 31 oktober 1770 — Leiden, 12 mei 1812) was een Nederlands jurist, patriot en schrijver.

## Leven
Hij werd uit een luthers predikantengeslacht te Haarlem geboren als zoon van Christianus Carolus Henricus van der Aa (1718-1793) en trouwde in 1790 met Francisca Adriana Bartha van Peene bij wie hij vijf kinderen kreeg. Hieronder de schrijvers Mr. Christianus Petrus Eliza Robidé van der Aa (1791-1851) en Abraham Jacob van der Aa (1792-1857), bekend om zijn Aardrijkskundig en Biografisch Woordenboek. Na haar overlijden trouwde hij in 1799 met Antoinette Catharina "Simon Thomas" van wie nog twee kinderen.

## Werk
Van der Aa werd reeds in 1789 advocaat te Amsterdam, waar hij de omwenteling van 1795 hielp bewerken, als lid van het Amsterdams Comité Revolutionair. In het volgend jaar werd hij baljuw van Amstelland en was van 1797 tot 1805 secretaris van Nieuwer-Amstel. De raadspensionaris Rutger Jan Schimmelpenninck, met wie hij in staatkundige gevoelens verschilde, ontsloeg hem, waarop hij zich als advocaat te Leiden vestigde. Ongezind om van vreemde soevereinen andermaal een ambt te aanvaarden, zette hij de praktijk voort, die, verbonden met zware letterarbeid, hem een bestaan gaf. De namen van zijn beide vrouwen, Simon Thomas en Van Peene, zijn als toenaam of als pseudoniem bekend gebleven. Hij overleed te Leiden op 12 mei 1812. 
Buiten zijn talrijke rechtsgeleerde werken schreef hij: Handboek voor de jongelingschap (Amsterdam 1802); Aanspraak in dichtmaat bij het heugelijk vredefeest (Amsterdam 1802); Redevoering over den minst geachten stand in den Burgerstaat (Amsterdam 1802); Kleine gedichtjes voor zeer jonge kinderen (Amsterdam 1803).